# Gare de Nishi-Aioi

La gare de Nishi-Aioi (西相生駅, Nishi-Aioi-eki) est une gare ferroviaire japonaise de la ligne Akō. Elle est située dans la ville d'Aioi, de la préfecture de Hyōgo. 
Elle est ouverte en 1951.
Exploitée par la compagnie JR West, elle est desservie par les trains qui circulent sur la ligne Akō.

## Situation ferroviaire
Établie à 7 mètres d'altitude, la gare de Sakoshi est située au point kilométrique (PK) 3.0 de la ligne Akō. La gare se trouve dans la ville d'Aioi. Tôt le matin et le soir, la gare n'a plus de personnel. Également en journée, à certaines heures définis, la gare ne dispose plus de personnel et devient un point d'arrêt sans personnel.

## Histoire
Le 12 décembre 1951, la gare est inaugurée. En 1987, la gestion de la gare revient à la JR West après le découpage de la société nationale japonaise des chemins de fer. En 2003, la carte ICOCA devient utilisable en gare.
En 2014, la fréquentation journalière de la gare était de 853 personnes. 
| 2010 | 2011 | 2012 | 2013 | 2014 |
| 871  | 855  | 842  | 873  | 853  |

## Service des voyageurs

### Accueil
C'est une halte sans services, qui dispose d'un petit bâtiment d'accès où sont situés les tourniquets accessibles avec la carte ICOCA de la compagnie.

### Desserte
Nishi-Aioi dispose d'un quai et la voie unique de la ligne Akō. La desserte est effectuée par des trains, rapides ou locaux, qui circulent entre les gares de Sakoshi et d'Aioi.

Installations et desserte
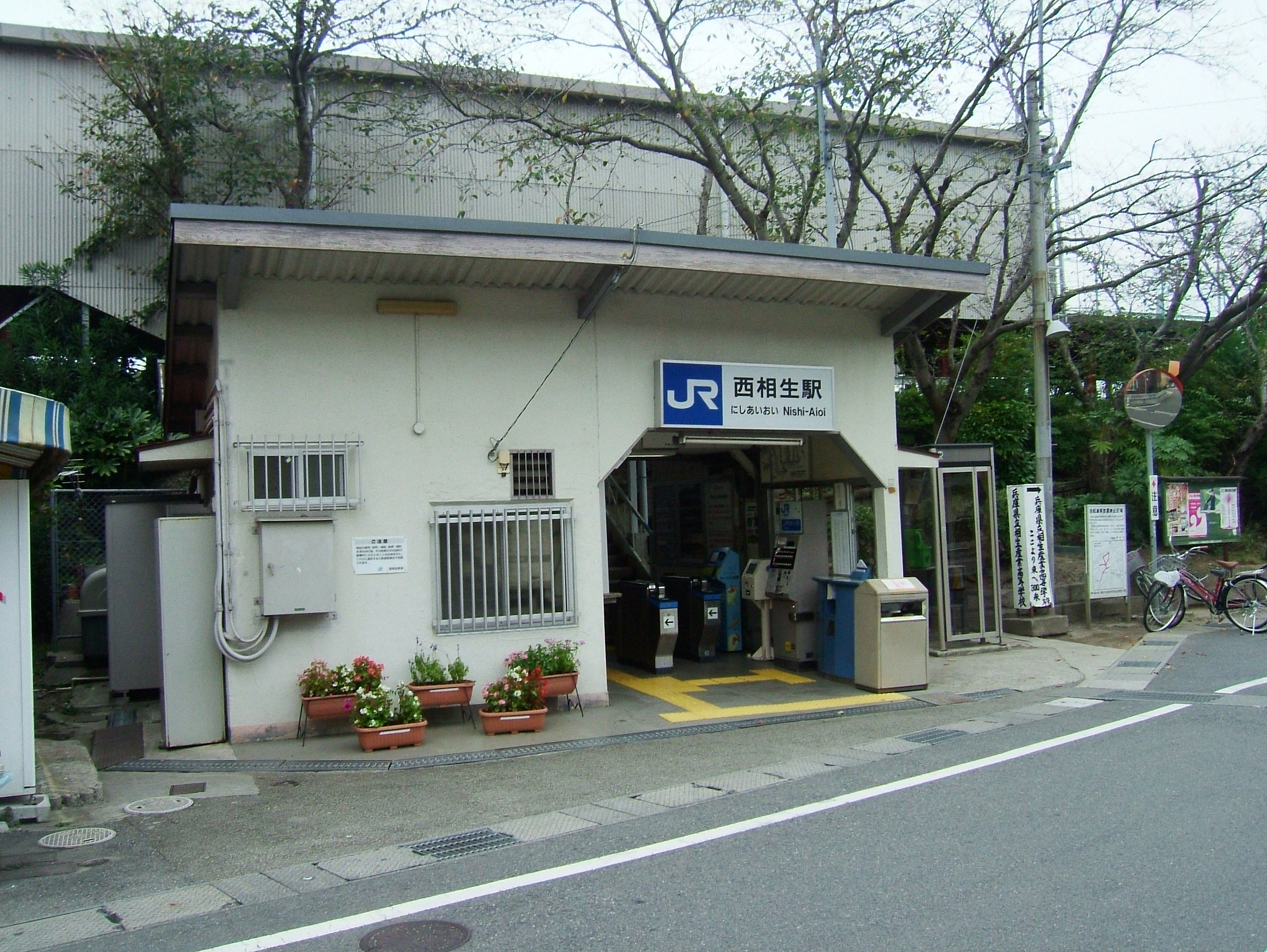
Local d'accès.
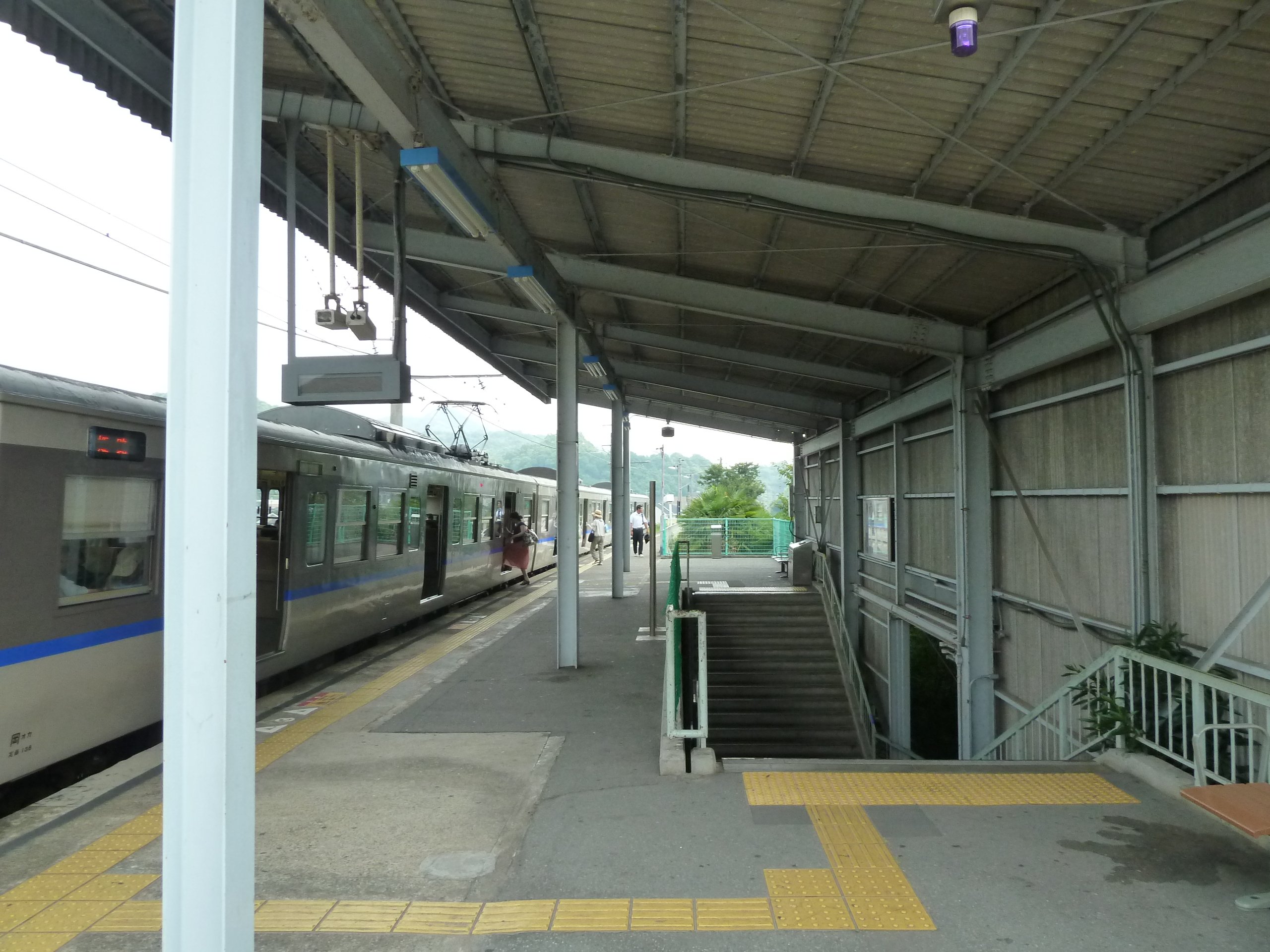
Quai et desserte.
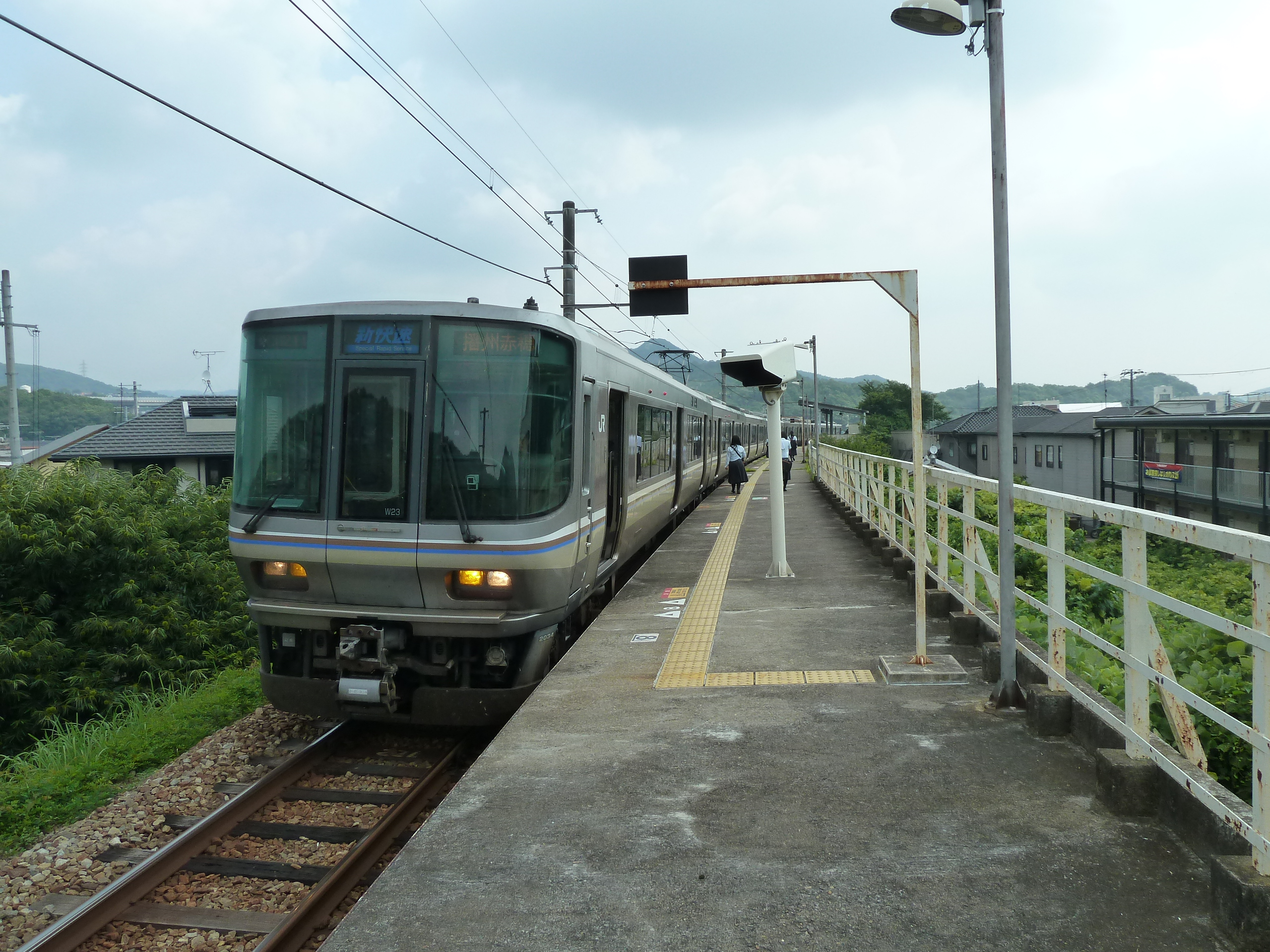
Quai et desserte.

### Intermodalité
La gare permet d'accéder à plusieurs lieux remarquables :
- Le parc central d'Aioi
- La baie d'Aioi